# Tschiertschen-Praden
Tschiertschen-Praden és un municipi del cantó dels Grisons (Suïssa), situat al districte de Plessur. El municipi es va crear per la unió de Tschiertschen i Praden l'1 de gener de 2009.